# Nagawa
Nagawa (長和町, Nagawa-machi) est un bourg du district de Chiisagata, dans la préfecture de Nagano, au Japon.

## Géographie

### Démographie
Au 1er juin 2016, la population de Nagawa s'élevait à 6 007 habitants répartis sur une superficie de 183,86 km2.

## Histoire
Le bourg de Nagawa a été créé le 1er octobre 2005. Il est le résultat de la fusion de l'ancien bourg de Nagato avec l'ancien village de Wada.